# Kacper Skibicki
Kacper Skibicki (ur. 11 października 2001 w Chełmnie) – polski piłkarz, występujący na pozycji pomocnika, od 2025 w polskim klubie KKS 1925 Kalisz. Młodzieżowy reprezentant Polski w latach 2019–2021.

## Kariera klubowa
Wychowanek Pomowca Kijewo Królewskie, w latach 2017–2019 zawodnik Olimpii Grudziądz. W styczniu 2019 przeniósł się do Legii Warszawa, 8 listopada 2020 zadebiutował w domowym meczu przeciwko Lechowi Poznań, w którym zdobył bramkę. Z warszawskiej drużyny był wypożyczany do: Olimpii Grudziądz (2019), Pogoni Siedlce (2019–2020) i GKS Tychy (2023). Po rozegraniu 15 meczów w sezonie 2022/2023 na wypożyczeniu dla tyszan, 16 czerwca 2023 został wykupiony przez GKS.

## Kariera reprezentacyjna
Wystąpił dwukrotnie w reprezentacji Polski U-18, zadebiutował 10 lutego 2019 w meczu przeciwko Norwegii w Hiszpanii. 
24 września 2021 został powołany przez trenera reprezentacji Polski U-20 na zgrupowanie w Woli Chorzelowskiej, oraz na mecze z Niemcami i Norwegią. Zadebiutował 11 listopada 2021, w przegranym 1:2 meczu towarzyskim przeciwko Rumunii, wchodząc na boisko w 72. minucie.